# تومي هاريسون
تومي هاريسون (بالإنجليزية: Tommy Harrison)‏ (22 يناير 1974 بإدنبرة في المملكة المتحدة - ) هو لاعب كرة قدم بريطاني في مركز الوسط. لعب مع دونفرملين أثلتيك ونادي كارلايل يونايتد ونادي يورك سيتي وهارت أوف ميدلوثيان ونادي كلايد ونادي إيست فيف ونادي مونتروز لكرة القدم وبيرويك راينجرز.

## وصلات خارجية
- تومي هاريسون على موقع قاعدة بيانات كرة القدم.إي يو (الإنجليزية)
- تومي هاريسون على موقع Soccerbase.com (لاعب) (الإنجليزية)